# Hedotettix guibelondoi
Hedotettix guibelondoi is een rechtvleugelig insect uit de familie doornsprinkhanen (Tetrigidae). De wetenschappelijke naam van deze soort is voor het eerst geldig gepubliceerd in 1887 door Bolívar.